# Аријадне Дијаз
Аријадне Дијаз (шп. Ariadne Díaz) мексичка је глумица и фото-модел.

## Биографија
Рођена је 16. августа 1986. године у Гвадалахари, Халиско.
Аријадне је дипломирала на Centro de Eduación Artística (CEA).
Године 2007. дебитовала је у теленовели Muchachitas como tú, где је играла Летисију. Недуго затим, глуми Флоренсију у теленовели Проклета лепота.
Од Никандра Дијаза 2008. године добија улогу Ауроре у теленовели Љубав је вечна. Та јој улога отвара многа врата у глумачком свету, те 2010. године добија прву главну улогу у теленовели Пуна љубави, новијој верзији теленовеле Моја слатка дебељуца.
2013. на позив продуценткиње МаПат игра раме уз раме са Хосеа Роно у серији Жена са Вендавала.
Годину касније игра специјалну улогу у Боји страсти, исте године даје живот Акасији млађој протагонистикињи неетипичне теленовеле Омражена.
Након краће паузе 2017 глуми певачицу која је принуђена да живи двоструки живот.

## Филмографија
| Година:      | Српски наслов:  | Оригинални наслов: | Улога:              | Жанр:                  |
| ------------ | --------------- | ------------------ | ------------------- | ---------------------- |
| 2018.        | /               |                    | Мариса Сантиестебан | теленовела             |
| 2017.        | /               |                    | Естела / Лаура      | теленовела             |
| 2014.        | /               |                    | Акасија             | теленовела             |
| 2014.        | /               |                    | Адријана            | теленовела             |
| 2012 / 2013. | /               |                    | Марсела             | теленовела             |
| 2012.        | /               |                    | Маријанела          | теленовела             |
| 2008 / 2009. | Љубав је вечна  |                    | Аурора              | теленовела             |
| 2008.        | Проклета лепота |                    | Флоренсија          | теленовела             |
| 2007.        | /               |                    | Летисија Ернандез   | тинејџерска теленовела |
| 2007.        | /               |                    | епизодна улога      | тинејџерска тв серија  |